# Lance Storm
 Der er for få eller ingen kildehenvisninger i denne artikel, hvilket er et problem. Du kan hjælpe ved at angive troværdige kilder til de påstande, som fremføres i artiklen.

Lance Timothy Evers (født d. 3. april 1969), bedre kendt som Lance Storm, er en canadisk fribryder, som bl.a. har kæmpet for Extreme Championship Wrestling, World Championship Wrestling og World Wrestling Entertainment.